# Ryszard Zięckowski
Ryszard Zięckowski – polski artysta fotograf, poeta, uhonorowany tytułem Artiste FIAP (AFIAP). Członek rzeczywisty i Artysta Fotoklubu Rzeczypospolitej Polskiej (AFRP). Członek honorowy Białostockiego Towarzystwa Fotograficznego. Członek Zarządu Wschodniego Okręgu Związku Polskich Fotografów Przyrody.

## Życiorys
Od 1978 roku Ryszard Zięckowski jest działaczem ruchu fotograficznego w Polsce. Jest autorem i współautorem wielu wystaw fotograficznych, indywidualnych i zbiorowych, krajowych i międzynarodowych; uczestnikiem i laureatem konkursów fotograficznych; organizatorem, współorganizatorem i uczestnikiem plenerów fotograficznych. Uczestniczy w pracach jury, w licznych konkursach fotograficznych.   
W latach 1978–1990 był członkiem zarządu Białostockiego Towarzystwa Fotograficznego. Od 1995 roku należy do Wrocławskiego Towarzystwa Fotograficznego. Od 1996 roku jest wiceprezesem Północno-Wschodniego Okręgu Związku Polskich Fotografów Przyrody. Od 2000 roku jest nauczycielem fotografii. Szczególne miejsce w twórczości Ryszarda Zięckowskiego zajmuje fotografia przyrody, krajobrazu, reportażu. Jego ulubioną techniką fotograficzną jest guma arabska.  
Ryszard Zięckowski w 1989 roku został uhonorowany tytułem Artiste FIAP (AFIAP), nadanym przez Międzynarodową Federację Sztuki Fotograficznej FIAP. W 1997 roku został przyjęty w poczet członków Fotoklubu Rzeczypospolitej Polskiej Stowarzyszenia Twórców. Decyzją Komisji Kwalifikacji Zawodowych Fotoklubu RP, otrzymał dyplom potwierdzający kwalifikacje do wykonywania zawodu artysty fotografa, fotografika (legitymacja nr 090). Prace Ryszarda Zięckowskiego zaprezentowano w Almanachu (1995–2017), wydanym przez Fotoklub Rzeczypospolitej Polskiej Stowarzyszenie Twórców, wydanym w 2017 roku. 

## Publikacje (tomiki poezji)
- „Wizja lokalna” (1999)[18]
- „Małe nostalgie” (1999)[21]
- „Światło czasu” (2008)[21]